# Cómplices (telenovela chilena)
Cómplices es una telenovela de comedia dramática chilena creada por Víctor Carrasco y Vicente Sabatini. Se estrenó por Televisión Nacional de Chile el 6 de marzo de 2006 y finalizó el 10 de octubre de 2006. Cuenta la historia de un millonario estadounidense que retorna a Chile para reencontrarse con su familia biológica, pero una serie de personas se organizan para hacerse pasar por su familia y estafarlo.
Protagonizada por Claudia Di Girolamo, Francisco Reyes y Francisca Lewin. Fue transmitida con éxito en su país de origen y se convirtió en la telenovela más vista durante su periodo de emisión con una audiencia promedio de 27,6 puntos de rating. Tras esto ganó varios premios, fue vendida a 30 países y se hicieron adaptaciones en Colombia, España y México.

## Argumento
Harvey Slater (Francisco Reyes) es un carismático y excéntrico multimillonario e hijo adoptivo de una pareja de norteamericanos, que está emprendiendo un viaje muy importante rumbo a Chile, decidido a encontrar su verdadera familia biológica. Ante esto, Soledad Méndez (Claudia Di Girolamo) y su hija Andrea Riquelme (Francisca Lewin), dos bellas y estilosas mujeres que se ganan la vida y la fama a lo largo de todo el país siendo una dupla de expertas e inescrupulosas estafadoras, se enteran de la noticia y preparan lo que será su gran golpe que es crear una familia ficticia que lo reciba con los brazos abiertos y de esa forma apoderarse de su fortuna. Para cumplir con su ambicioso objetivo Soledad, junto a su pareja Gerardo Martínez (Marcelo Alonso), reclutarán a un grupo de personas que se convertirá de la noche a la mañana en una familia perfecta. No obstante, todos los miembros de la familia ficticia manejan un claro elemento en común y están a punto de perder todos sus bienes a causa de sus deudas bancarias.
Esta familia llamada «Bahamonde Lizana» jamás llegará a enterarse de los verdaderos planes de Soledad. Ellos creerán que se trata de un hombre que pagará por afecto y a medida que reciban el sueldo mensual, que los hará salir del mal momento en el que se encuentran, irán disipando todas sus dudas y vacilaciones. Asimismo ostentará una característica que deberán explotar frente a su nuevo y millonario pariente. Como si esto fuera poco, los integrantes del clan tendrán que lidiar con sus verdaderas familias las que, en algunos casos, conocerán en parte o desconocerán por completo de qué se trata el nuevo oficio que llevarán a cabo. Inevitablemente esto provocará todo tipo de enredos y malentendidos.
Harvey creerá que está junto a su familia anhelada y experimentará una gran felicidad, salvo por un pequeño gran detalle. Muy a pesar suyo, sentirá por su casi desconocida hermana Soledad una fuerte atracción que le complicará su nueva vida. Por su parte, la bella embaucadora al conocer al millonario también sentirá algo por él, poniendo así en peligro constantemente su plan. Ignorando totalmente el trasfondo de lo que ocurre, Harvey no dudará en declarar que lo que más admira en un ser humano son la honestidad, los principios y valores, por ende detesta la mentira y la traición.

## Reparto
El elenco dirigido por Vicente Sabatini está conformado por:
- Claudia Di Girolamo como Soledad Méndez Soto[6][7]
- Francisco Reyes como Harvey Slater
- Marcelo Alonso como Gerardo Martínez
- Francisca Lewin como Andrea Riquelme
- Ricardo Fernández como Javier Núñez[8]
- Paz Bascuñán como Francisca Durán
- Álvaro Morales como Mario Zamora
- Catalina Guerra como Marcia Otero
- Mauricio Pešutić como Gonzalo Mardones
- Delfina Guzmán como Brunilda Sanhueza
- José Soza como Alberto Morán
- Amparo Noguera como Rita Cifuentes
- Néstor Cantillana como Sebastián Opazo.[9]
- Blanca Lewin como Emilia Pedraza
- Patricia López como Alejandra Loyola
- Álvaro Espinoza como Matías Fuenzalida
- Adela Secall como Macarena Quintana
- Roxana Campos como Juana Aranda
- Óscar Hernández como Benito Quintana
- Rodrigo Pérez como Manuel Torres
- Elsa Poblete como Lía Pizarro
- Daniela Lhorente como Pilar Montenegro
- María José Necochea como Catalina Mardones
- Romina Mena como Rocío Medina
- Diego Casanueva como Marco Mardones
- Emilia Noguera como Amanda Salazar
- Blanca Van der Goes como Anastasia Zamora

## Producción
Cómplices fue la primera telenovela del primer semestre desde A la sombra del ángel de 1989 en no ser dirigida por Vicente Sabatini, que fue nombrado como director de programación de Televisión Nacional por el director ejecutivo Daniel Fernández Koprich, en ese mismo año. No obstante, Sabatini supervisó esta telenovela y participó en su proceso de preproducción. Para el final emitido originalmente el 10 de octubre de 2006, se grabó un beso entre los actores Ricardo Fernández y Néstor Cantillana, pero la escena no fue emitida por Televisión Nacional.
Equipo
- Productor ejecutivo y director general: Vicente Sabatini
- Autor(es): Víctor Carrasco, Vicente Sabatini
- Libretista: Víctor Carrasco
- Productor general: Patricio López
- Director(es): Patricio González, Claudio López de Lérida
- Productor(es): Verónica Brañes, Carolina Aguirre
- Fotografía: Beltrán García
- Escenografía: Leticia Kausel
- Iluminación: Raúl Barrera
- Vestuario: Pablo Núñez
- Estilista: José Luis Retamal
- Maquillaje: Ana Droguett
- Editor(es): Miguel Garrido, Jaime Pagani
- Musicalizador(es): Eduardo Garrido, Marco Tapia

## Recepción
Cómplices debutó en segundo lugar el 6 de marzo de 2006, con una audiencia promedio de 30,2 puntos de rating, frente a 31,1 de Descarado, la telenovela de Canal 13 que era emitida en paralelo. En este resultado influyó las diferencias de programación en ambos canales ya que Canal 13 emitió antes el penúltimo episodio de Gatas y tuercas alcanzando 37 puntos, mientras que TVN emitía Rojo con 18 puntos. Si bien, durante gran parte de la primera emisión de ambas telenovelas ganó Canal 13, TVN dominó en los últimos cinco minutos marcando 34 puntos, frente a 31 de su competencia.
Finalmente, Cómplices mantuvo el liderazgo durante el resto de sus emisiones con una audiencia promedio de 27,6 puntos de rating, superando en espectadores a las telenovelas Descarado y Charly tango de Canal 13, la serie Casado con hijos de Mega y el programa El termómetro de Chilevisión.[cita requerida] En su final, emitido el 10 de octubre de 2006, obtuvo una audiencia de 35,6 puntos de rating, seguido de Mega que marcó 12,8 puntos y Canal 13 con 9,4 puntos.

### Audiencia
| Horario               | # Eps. | Estreno            | Estreno         | Final                 | Final           | Posición  | Temporada | Promedio Final |
| Horario               | # Eps. | Data               | Primer capítulo | Data                  | Último capítulo | Audiencia | Temporada | Promedio Final |
| --------------------- | ------ | ------------------ | --------------- | --------------------- | --------------- | --------- | --------- | -------------- |
| lunes a viernes 20:00 | 155    | 6 de marzo de 2006 | 30,2            | 10 de octubre de 2006 | 35,6            | 1         | 2006      | 27,6           |

### Premios y nominaciones
| Año  | Premio              | Categoría                  | Participante                   | Resultado |
| ---- | ------------------- | -------------------------- | ------------------------------ | --------- |
| 2006 | Premio APES         | Mejor telenovela           | Cómplices                      | Nominada  |
| 2006 | Premio APES         | Mejor pareja               | Diego Casanueva Emilia Noguera | Nominada  |
| 2006 | Copihue de Oro      | Mejor telenovela           | Cómplices                      | Ganadora  |
| 2006 | Copihue de Oro      | Mejor actriz               | Claudia Di Girolamo            | Ganadora  |
| 2006 | Copihue de Oro      | Mejor actor                | Francisco Reyes                | Ganador   |
| 2006 | Premio TV Grama     | Mejor actriz               | Claudia Di Girolamo            | Ganadora  |
| 2006 | Premio Effie de Oro | Mejor campaña publicitaria | Cómplices                      | Ganadora  |
| 2006 | Premio Fotech       | Mejor actriz               | Claudia Di Girolamo            | Nominada  |
| 2007 | Premios Altazor     | Mejor actriz               | Claudia Di Girolamo            | Nominada  |
| 2007 | Premios Altazor     | Mejor actor                | Néstor Cantillana              | Nominado  |

## Banda sonora
La banda sonora de Cómplices fue lanzada en formato de disco compacto el 11 de mayo de 2006 bajo distribución de Sony Music.
1. Rigo Vizcarra - Quieren dinero (Tema principal) (Cover de Los Prisioneros)
2. Chayanne - No te preocupes por mí (Tema de Harvey)
3. Sin Bandera - ABC
4. La Quinta Estación - Algo más (Tema de Andrea y Javier)
5. Alejandro Fernández - Me dediqué a perderte (Tema de Manuel y Marcia)
6. Andy & Lucas - Quiero ser tu sueño (Tema de Catalina)
7. Chancho en Piedra - Multirricachón (Tema de Gerardo)
8. Axel - Amo (Tema de Matías y Pilar)
9. Bebe - Siempre me quedará (Tema de Catalina)
10. Julieta Venegas - Andar conmigo
11. Reik - Qué vida la mía (Tema de Marco y Amanda)
12. James Blunt - You're Beautiful (Tema de Harvey y Soledad)
13. Bling Bling - Andy Killer Boy
14. The Guess Who - These eyes
15. Supernova - Mi amor no se compra (Tema de Anastasia)
16. Pat Henry y Los Diablos Azules - Te quiero
17. JD Natasha - Lágrimas (Tema de Andrea y Javier)
18. Marco Antonio Solís - Si no te hubieras ido (Tema de Manuel y Marcia)
19. Lena y Alejandro Sanz - Tu corazón (Tema de Mario y Francisca)
20. Pedro Aznar - Ya no hay forma de pedir perdón (Tema de Harvey y Soledad)
21. Daddy Yankee - Rompe (Tema de Marco)
22. Pitbull ft. Lil Jon - Toma (Tema de Marco)
23. Ricardo Arjona - Acompáñame a estar solo (Tema de Sebastián y Javier)
24. Yazoo - Only You (Tema de Sebastián y Javier)
25. La Otra Fe - Cuando más (Tema de Marcos y Macarena)
26. Curtis Schwartz - Excel (Tema melodramático)
27. Curtis Schwartz - Technophobia (Tema melodramático)

## Emisión internacional
- Panamá: Telemix Internacional.                                                                                   * El Salvador: Canal 21 (2007)

## Adaptaciones
- Cómplices: Adaptación colombiana emitida por Caracol Televisión en 2008. Es protagonizada por Ruddy Rodríguez y Jimmie Bernal. Debido al éxito fue retransmitida en varios países de Hispanoamérica.[14]
- Somos cómplices: Producción española emitida inicialmente en Antena 3 y debido a su baja audiencia fue trasladada a Nova.[15]
- La mexicana y el güero: Producción mexicana emitida por Las Estrellas entre 2020 y 2021, y posteriormente retransmitida por Univisión en Estados Unidos. Es protagonizada por Itatí Cantoral y Juan Soler. Contó con altas cifras de audiencias y se convirtió en un éxito para Televisa.[16]

## Retransmisiones
Cómplices fue retransmitida en una única ocasión por la señal nacional de TVN en 2009.